# 대한민국 민법 제1064조
대한민국 민법 제1064조는 유언과 태아, 상속결격자를 규정한 민법 친족상속법 조문이다. 1990년 1월 13일에 개정되었다.

## 조문
제1064조(유언과 태아, 상속결격자) 제1000조제3항, 제1004조의 규정은 수증자에 준용한다.

第1064條(遺言과 胎兒, 相續缺格者)第1000條第3項, 第1004條의 規定은 受贈者에 準用한다.

## 참고 문헌
- 오현수, 일본민법, 진원사, 2014. ISBN 978-89-6346-345-2
- 오세경, 대법전, 법전출판사, 2014 ISBN 978-89-262-1027-7
- 이준현, LOGOS 민법 조문판례집, 미래가치, 2015. ISBN 979-1-155-02086-9